# Длиннохвостый сурок
Длиннохвостый или красный сурок (Marmota caudata)  — вид сурков (Marmota) из семейства Sciuridae.
Он обитает в горах Центральной  Азии преимущественно в открытых местообитаниях выше уровня леса, часто в скалах и на каменистых осыпях, а также среди зарослей стелющейся арчи. Он внесен в Красный список МСОП как вызывающий наименьшее беспокойство. Как следует из названия, это относительно длиннохвостый вид сурков.

## Описание
Длиннохвостый сурок — крупный плотный грызун весом до 9 кг. Его вес варьирует от 1,5 до  7,3 кг, с наиболее низким весом весной сразу после зимней спячки и самым большим  осенью непосредственно перед спячкой, в это время  более четверти его массы составляют запасы жира. Самцы в среднем несколько крупнее самок. Длина тела — 37-80 см, а длина хвоста — от 16 до 28 см. Хвост составляет 37–55 % длины тела. Это значительно больше, чем у других видов сурков, хотя самые длиннохвостые особи серого (M. baibacina) и альпийского сурков (M. marmota ) сравнимы по относительной длине хвоста с самыми короткохвостыми особями длиннохвостого сурка. Глаза расположены близко крыше черепа довольно приплюснутой головы, уши маленькие, шея короткая. Передние ноги длиннее задних.
У длиннохвостого сурка описано несколько подвидов, но общепризнанными являются только три: Marmota caudata caudatа, M. c. aurea и M. c. dichrous. Последний иногда рассматривался как отдельный вид. Эти подвиды различаются по цвету и некоторым промерам, в особенности с M. c. caudata, который в среднем крупнее остальных. M. c. aurea, подвид, встречающийся на большей части видового ареала, в целом имеет относительно яркую золотисто-жёлтую или оранжево-коричневую окраску. Его морда коричневатая, а верхняя часть головы обычно либо коричневого, либо чёрного цвета, но на небольших участках его ареала он того же цвета, что и спина. Кончик хвоста обычно чёрный или черноватый. Лицевая часть у M. c. caudata также коричневого цвета, а  бока у этого подвида и брюхо желтоватые, но задняя часть головы и середина спины черные, а хвост черный или частично желтоватый частично чёрный. M. c. dichrous снизу черно-бурый, но этот подвид диморфный по окраске спины. Она варьирует от черновато-коричневой до тускло-коричневой у тёмных животных и от светло-коричневой до светло-охристой у наиболее светлых особей.

## Распространение и среда обитания
Длиннохвостый сурок распространен в Афганистане, Кыргызстане, Таджикистане, на крайнем юге Казахстана (где редок), в Узбекистане, северном Пакистане, на северо-западе Индии и крайнем западе Китая. В Китае он был зарегистрирован только в горах Тянь-Шаня на территории Синьцзяна. Другие горные системы, где он встречается, — это Памир, Памиро-Алай, Гиндукуш, Кунь-Лунь, Каракорум и северо-западные Гималаи. Хотя его ареал контактирует  с ареалами сурка Мензбира (M. menzbieri), серого (M. baibacina) и гималайского сурков (M. himalayana), по мнению зоологов Криштофека и Вохралика ничего  неизвестно о его гибридизации с этими видами.
Среди трёх его подвидов M. c. aurea широко распространен и встречается во всех странах, где обитает этот вид, и отсутствует только в регионах, населенных двумя оставшимися подвидами. M. c. caudata населяет районов к югу от Читрала в Пакистане и прилегающих частях Индии, а M. c. dichrous населяет высокогорья в окрестностях Кабула и Газни в Афганистане.
В целом длиннохвостый сурок заселяет в очень широкий диапазон высот, от 600 до 5200 м, но переделы его высотного распределения сильно  варьируют в зависимости от конкретного горного хребта, причем верхний предел ограничен расположением линии вечного снега. Единственными странами, где этот вид был зарегистрирован ниже 2000 м — это Кыргызстан и Таджикистан, но в обоих местах он также обитает намного выше. Этот вид более устойчив к ксерофитным местами обитания, чем обитающие по соседству сурки Мензбира и серые сурки, и там, где их ареалы сходятся, длиннохвостый сурок занимает более засушливые места обитания, чем эти два вида. Кроме того, там, где его распространение приближается к распространению сурка Мензбира, длиннохвостый встречается на более низких высотах от  1300 до  2200 м. Длиннохвостый сурок обитает в широком диапазоне открытых или слаболесистых местообитаний, включая альпийские луга, от предгорий до высокогорных степей и полупустыней, кустарниковые заросли стелющейся арчи и открытые разреженные леса (обычно с отдельно стоящими древовидными  арчами высотой не более 4 м и особенно в скалистых районах. Однако длиннохвостый сурок избегает мест с засолёнными почвами.

## Экология и поведение
Длиннохвостый сурок обычно образует моногамные пары, но живет большими социальными группами, включающих до семи взрослых особей используют одну общую групповую территорию. Эти особи, вероятно, как правило, родственны друг другу, а молодые особи обычно расселяются только после того, как полностью достигнут размера взрослых в возрасте трёх или более лет. Взрослые иммигранты могут быть приняты в группу. Но каждый сезон лишь одна взрослая самка приносит потомство и выкармливает детёнышей.
Семейные участки длиннохвостых сурков составляют в среднем около 3 га и содержат в среднем три системы нор (от одной до шести). Вся семья сурков совместно впадает в зимнюю спячку примерно с сентября по апрель или май в зимовочной камере одной из этих нор. Спаривание происходит в конце апреля и начале мая и может происходить в зимовочной камере еще до того, как сурки после окончания спячки выйдут из норы на поверхность. Период беременности составляет около четырех с половиной недель, а выводок из четырех детенышей выходит из гнезда примерно в шестинедельном возрасте. Только около половины молодых переживают лето, некоторые из них истребляют хищники, а других убивают взрослые самцы, присоединившиеся к группе. Большинство взрослых особей переживают период спячки, но значительный процент молодых особей гибнет во время первой зимовки. Самки обычно не размножаются в возрасте даже трёх лет, а ждут до следующего года.
Длиннохвостый сурок ведёт дневной образ жизни и питается растительной пищей. Он наиболее активен утром, при этом около 40% времени тратит на питание. В перерывах между кормлением сурок иногда встает на задние лапы и осматривает окрестности. Члены группы общаются друг с другом, издавая сложные сигналы тревоги, когда обнаруживают хищников. Они также реагируют на сигналы тревоги соседних групп.
Важный хранитель чумного микроба в азиатских высокогорьях.

### Хищники
К хищникам длиннохвостого сурка относятся лисица (Vulpes vulpes), волк (Canis lupus), беркут ( Aquila chrysaetos) и, возможно, бородач (Gypaetus barbatus).. Возможно, длиннохвостые сурки могут становиться добычей снежного барса подобно серым суркам в Киргизии и гималайским на Тибете.